# Ctenichneumon tauricus
Ctenichneumon tauricus är en stekelart som först beskrevs av Joseph Kriechbaumer 1888.  Ctenichneumon tauricus ingår i släktet Ctenichneumon och familjen brokparasitsteklar. Inga underarter finns listade i Catalogue of Life.